# Irminsul

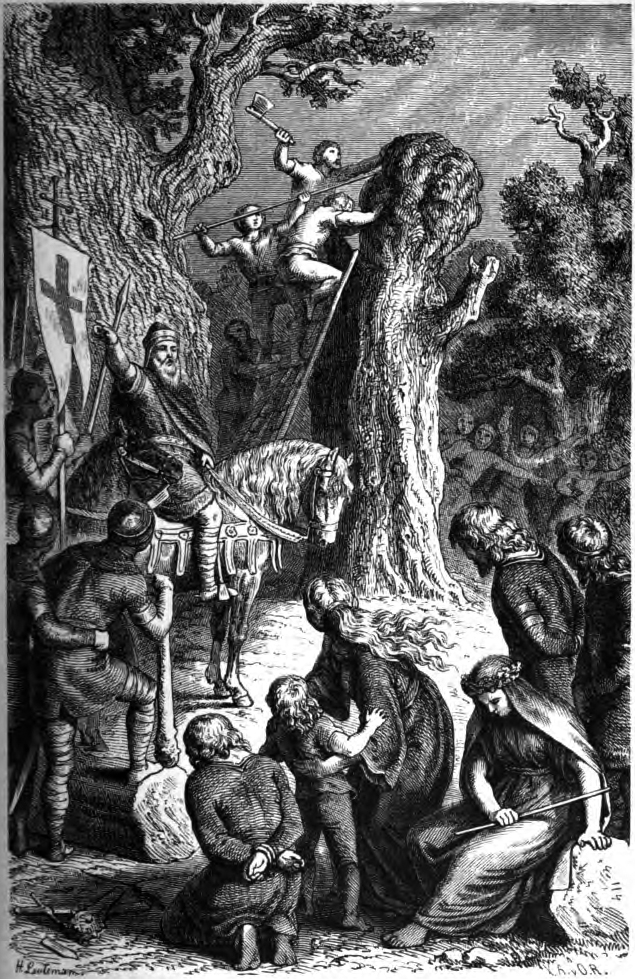
Zničení Irminsulu Karlem Velikým; ilustrace Heinricha Leutemanna, 1882

Irminsul byl legendární sloup, symbol germánské pohanské víry starých Sasů. Název je odvozen od germánského boha Irmina (či Hirmina), který byl možná totožný se severským Ódinem, popřípadě Týrem či byl přímo jedním z mnoha některých jejich jmen.

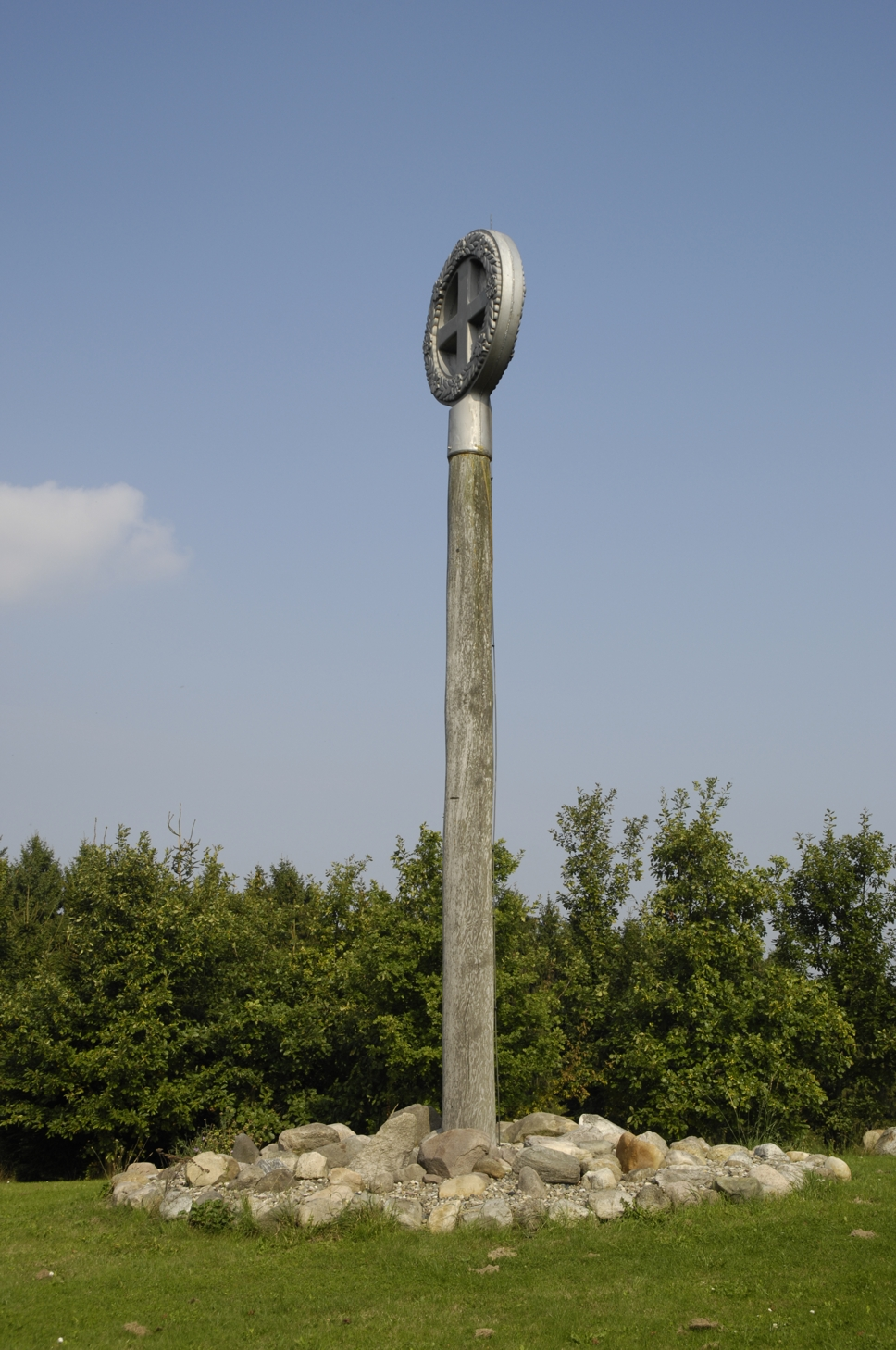
Sloup vztyčený v roce 1996 blízko Hildesheimu v Dolním Sasku

Podle jedné z teorií byl Irminsul středoevropský germánský ekvivalent pro severský světový strom Yggdrasil, na jehož vrcholu se bůh Ódin obětoval pro lidstvo, přebýval na něm devět dní v bolestech proklát kopím, než se mu zjevily posvátné runy. Podle římského historika Tacita byly na území obývaném germánským kmenem Frísů nalezeny vztyčené sloupy, které Tacitus pojmenoval podle bájného hrdiny Herkula.
Irminsul byl údajně zničen franským císařem Karlem Velikým po porážce Sasů a jejich následném pokřtění.